# Tsivilsk
Tsivilsk (en ruso: Цивильск; en chuvasio: Çěрпӳ) es una ciudad de la república de Chuvasia, en Rusia, centro administrativo del raión homónimo. Su población alcanzaba los 13.161 habitantes en 2009.

## Geografía
Tsivilsk está situado en la confluencia de los ríos Mali Tsivil y Bolshoi Tsivil, a 37 km al sudeste de Cheboksary, la capital de la república. Tsivilsk es un cruce de carreteras entre el eje Nizhni Nóvgorod - Kazán y el que va de Tsivilsk hacia Uliánovsk.

## Historia
Tsivilsk aparece por primera vez en 1584, en un edicto del regente Borís Godunov, que reunía los pueblos de Bolshoi Tsivil y Mali Tsivil para constituir un pueblo chuvasio. A partir de 1590, hace construir en la localidad una fortaleza. En 1774, la población fue ocupada por los insurgentes partidarios de Yemelián Pugachov. Tiene estaus de ciudad desde 1781.

## Demografía
| 1897  | 1959  | 1989   | 2002   | 2008   |
| ----- | ----- | ------ | ------ | ------ |
| 2 300 | 5 900 | 10 053 | 12 967 | 13 123 |

## Cultura y lugares de interés
Aparte de algunos edificios históricos de madera, cabe remarcar la casa de la familia de comerciantes Tolmachov (Дом Толмачёвых), del siglo XVIII así como la iglesia de la Trinidad (Троицкий собор, de 1734).

### Monasterio de la Madre de Dios deTijvin
Según la leyenda, en 1671 los ciudadanos realizaron donaciones para la construcción de este en acción de gracias por el hecho de que la ciudad no había sido ocuada por las tropas insurgentes de Stenka Razin. Se hizo responsable de este milagro a una copia de un icono de la Madre de Dios de Tijvin que estaba en la iglesia de la Trinidad y que se trasladó al monasterio. La abadía no cobró importancia y en 1764 pasó a ser una posesión de estado, con lo que se deterioró. En 1870 fue convertido en un convento. La mayor parte de los edificios fue reconstruido en las décadas siguientes, entre los que destacan una escuela para la educación de las niñas chuvasias locales de 1872. En 1925, el monasterio fue cerrado y convertido en un centro de trabajo. Ha sido arreglado desde su devolución a la Iglesia en 1998.

## Economía y transporte
En la ciudad existen empresas dedicadas al sector alimentario y una fábrica de ladrillos. La ciudad está conectada al ferrocarril mediante la estación de Mijaílovka, situada unos 8 km al sudoeste.
Cerca de Tsivilsk hay una torre de repetición de VHF de 350 m de altura.